# Sterculia striata
Sterculia striata är en malvaväxtart som beskrevs av A. St.-hil. och Naud.. Sterculia striata ingår i släktet Sterculia och familjen malvaväxter. Inga underarter finns listade i Catalogue of Life.

## Bildgalleri

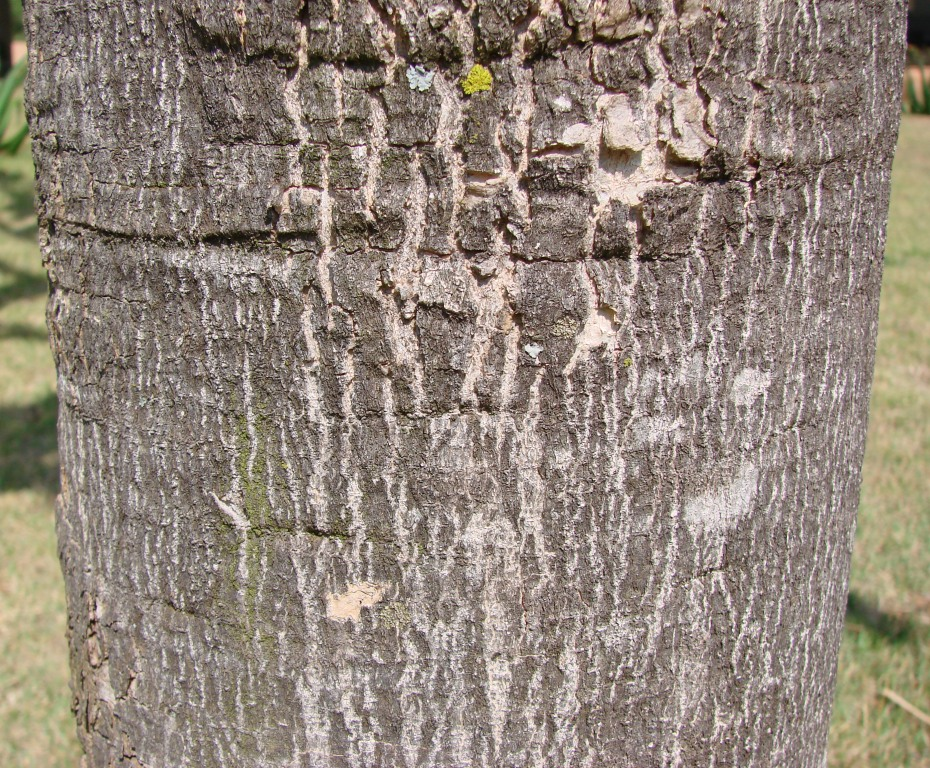
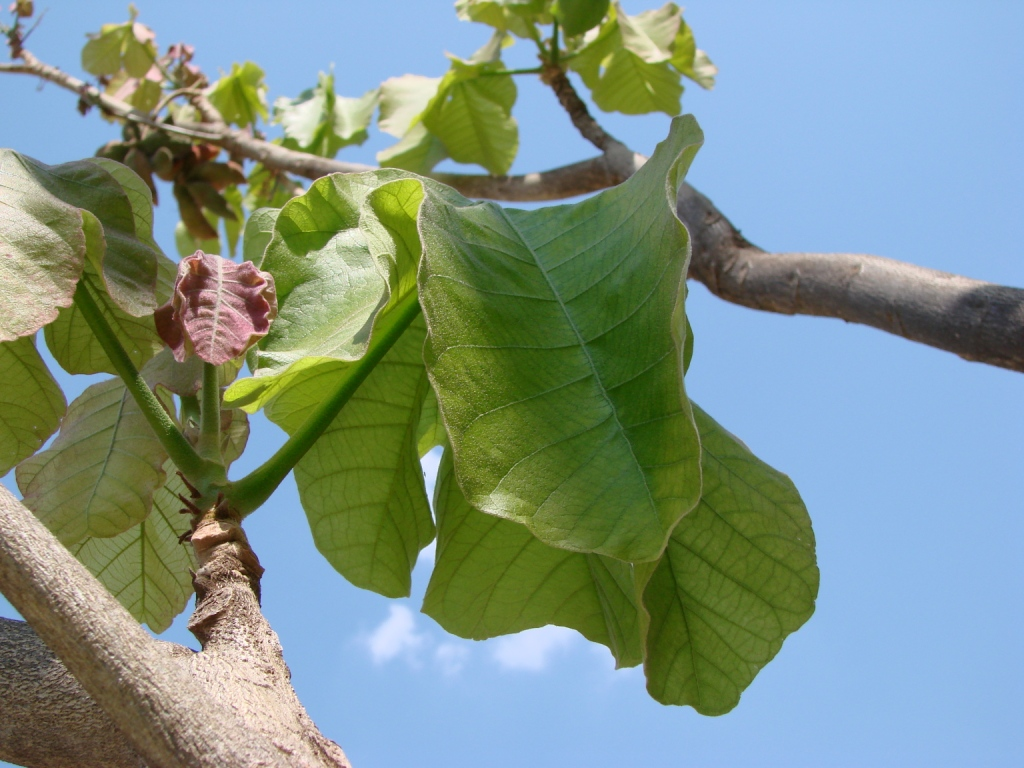
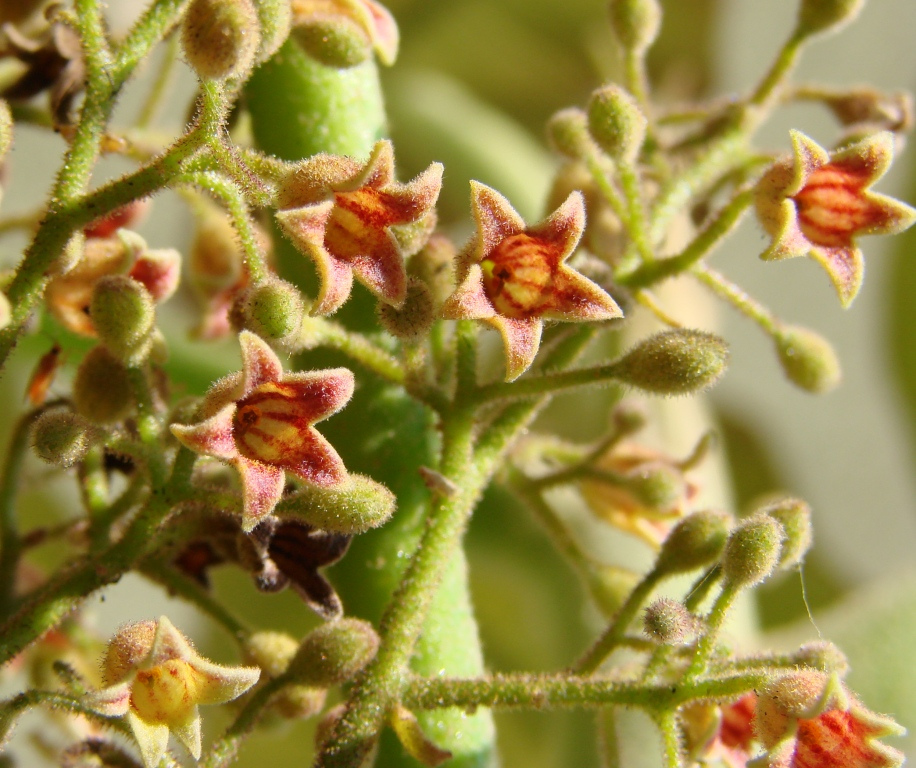
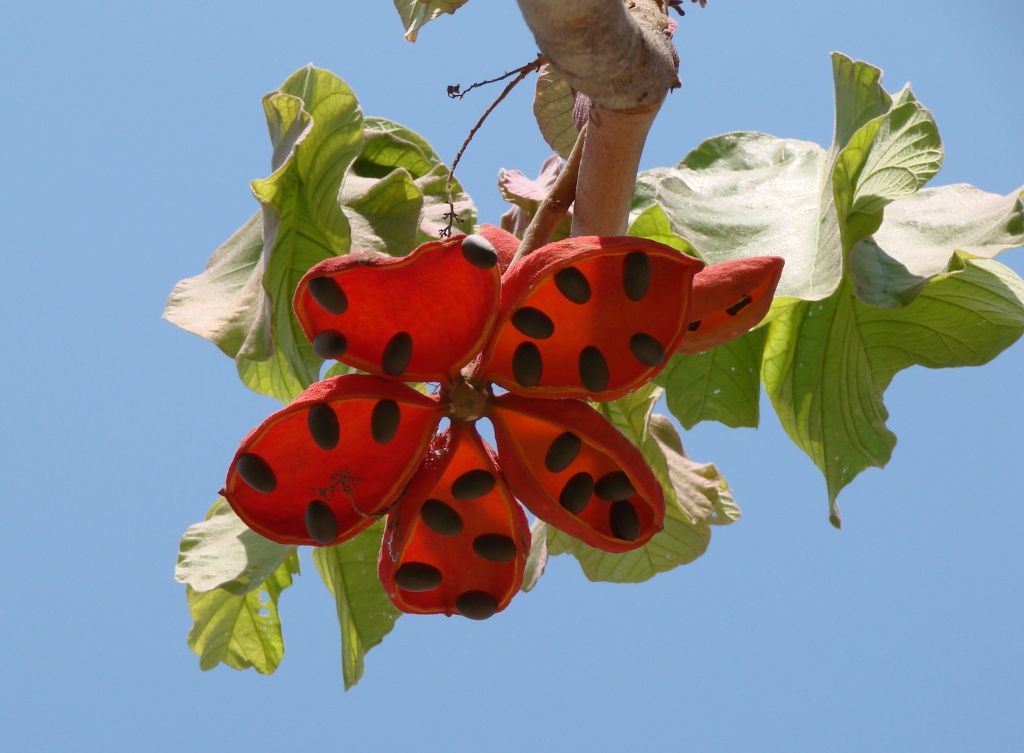
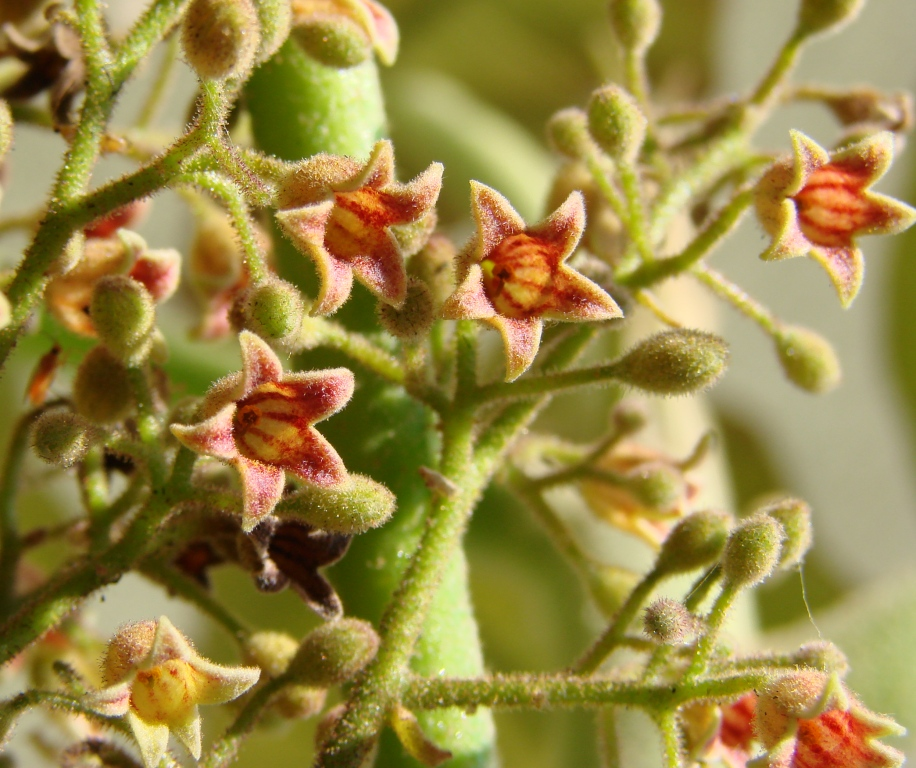
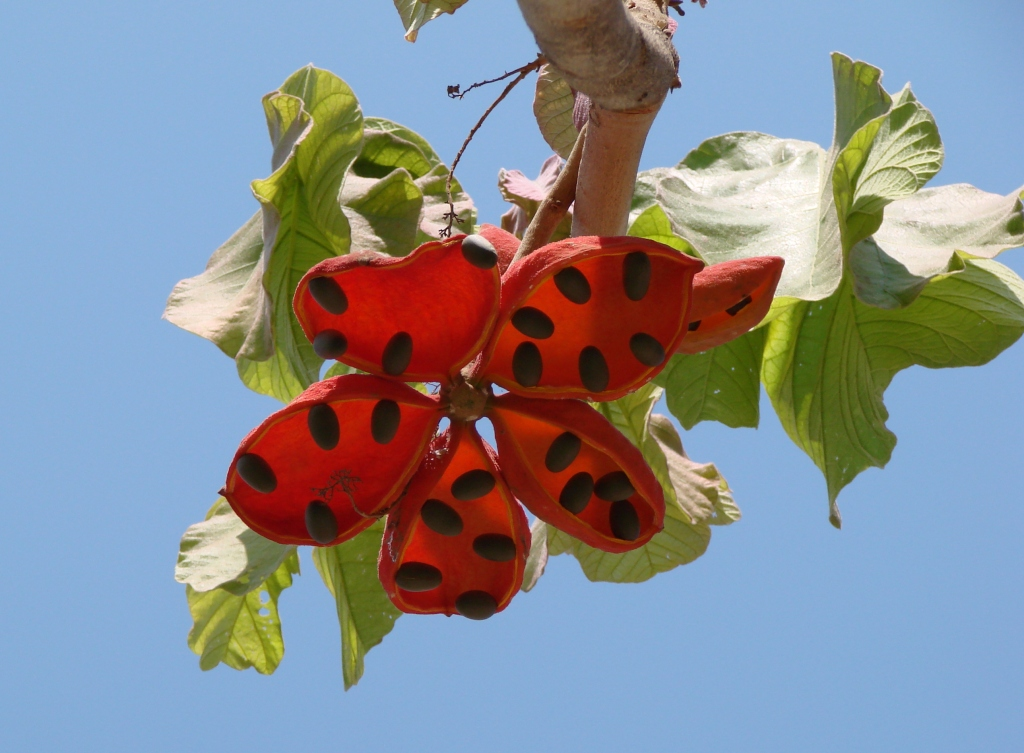